# Lake Dalaroo
Lake Dalaroo är en sjö i Australien. Den ligger i delstaten Western Australia, omkring 150 kilometer norr om delstatshuvudstaden Perth. Lake Dalaroo ligger 199 meter över havet. Arean är 1,5 kvadratkilometer. Den sträcker sig 1,6 kilometer i nord-sydlig riktning, och 1,2 kilometer i öst-västlig riktning.
Trakten runt Lake Dalaroo består till största delen av jordbruksmark. Trakten runt Lake Dalaroo är nära nog obefolkad, med mindre än två invånare per kvadratkilometer. Genomsnittlig årsnederbörd är 498 millimeter. Den regnigaste månaden är september, med i genomsnitt 81 mm nederbörd, och den torraste är december, med 13 mm nederbörd.